# محطة بوشهر الكهروذرية
محطة بوشهر الكهروذرية (بالفارسية: نیروگاه اتمی بوشهر) هي محطة نووية لتوليد الكهرباء تقع على بعد 17 كيلومترًا إلى الجنوب الشرقي من مدينة بوشهر في إيران، افتتحت في 12 سبتمبر 2011 بحضور وزير الخارجية الإيراني علي أكبر صالحي ووزير الطاقة الروسي سيرغي شماتكو. المحطة من نوع ڤي ڤي إي آر وتبلغ قدرتها الإنتاجية نحو ألف ميغاواط.

## التاريخ

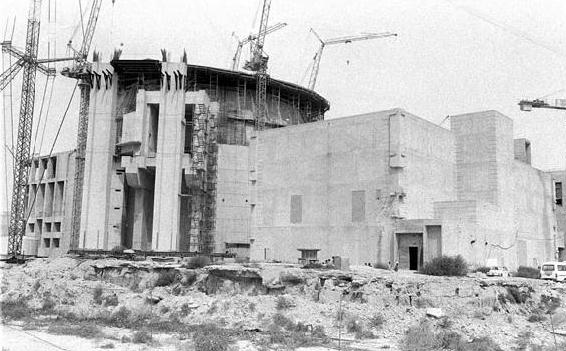
عمليات بناء محطة بوشهر في منتصف السبعينيات

يرجع تاريخ بناء محطة بوشهر الكهروذرية إلى العام 1975 حينما وقعت «مجموعة كرافتفيرك» (بالألمانية: Kraftwerk Union AG) (اتحاد بين شركة سيمنز وشركة تيليفونكن الألمانيتين) عقدا مع الحكومة الإيرانية بقيمة 6 مليارات دولار لبناء مفاعل ماء مضغوط في بوشهر، بدأ العمل في المشروع في نفس العام حتى عام 1979 حينما قامت الثورة الإسلامية في إيران مما تسبب في انسحاب مجموعة كرافتفيرك من المشروع وتوقف العمل في يونيو 1979.
استؤنف البناء في المحطة عام 1995 من قبل روسيا وحسب الجدول الزمني الأصلي فإن المحطة كان يجب أن تدخل الخدمة في العام 1999. إلا أن مشاكل تقنية ومالية وسياسية أدت إلى تأخير ذلك لأكثر من 10 سنوات.
وصلت المحطة إلى استطاعتها الاسمية في 30 أغسطس 2012، ومن المقرر تجربة تشغيلها بأنظمة جهد مختلفة مدة شهر إلى شهرين، ثم باستطاعتها الكاملة تمهيداً لتسليمها من أجل الاستثمار العادي في نهاية 2012 أو بداية 2013 إلى إيران.

## وصلات خارجية
- روسيا تزود بوشهر بالوقود النووي(من الجزيرة)